# Elektronenspektroskopie
Die Elektronenspektroskopie ist eine spektroskopische Methode zur Materialanalyse. Grundlage ist die Entfernung von Elektronen aus den äußeren Schalen der Atomhülle (siehe z. B. photoelektrischer Effekt).  
Der Begriff Elektronenspektroskopie dient auch oft als Sammelbezeichnung für Untersuchungsverfahren, bei denen durch eingestrahlte Elektronen (Primärelektronen), kurzwellige UV-Strahlung oder Röntgenstrahlung Elektronen aus inneren Schalen entfernt werden. Die kinetische Energie dieser Elektronen wird anschließend direkt gemessen oder aus Folgeprozessen mit Sekundärelektronenemission oder Strahlung ermittelt. Dazu wird mit Hilfe eines Elektronenspektrometers die Stärke eines Elektronenstromes abhängig von der kinetischen Energie der Elektronen ermittelt. 
Das Messergebnis ist ein Spektrum der kinetischen Energie mit materialspezifischen Erhöhungen. Die Elektronenspektroskopie liefert so nicht nur Informationen über die in der Probe enthaltenen Elemente, sondern ergibt als Photoelektronenspektroskopie auch Informationen zu Bindungsverhältnissen in Gasen, Feststoffen bzw. deren Oberflächen aufgrund der elementspezifischen Bindungsenergie der Elektronen. Das zu untersuchende Objekt wird dazu ins Vakuum verbracht, monochromatischer Röntgenstrahlung ausgesetzt und die dabei freigesetzten Elektronen werden analysiert.
Wichtige Methoden der Elektronenspektroskopie sind: 
- Photoelektronenspektroskopie (PES)
- Auger-Elektronen-Spektroskopie (AES)
- Elektronenstrahlmikroanalyse (ESMA)
- Elektronen-Energieverlustspektroskopie (EELS)

## Weblink
- Elektronenspektroskopie, bei Uni-Mainz.de